# Augustus Hopkins Strong
Augustus Hopkins Strong (3 tháng 8 năm 1836 – 29 tháng 11 năm 1921) là mục sư Baptist và là nhà thần học người Mỹ cuối thế kỷ 19 và đầu thế kỷ 20. Tác phẩm nhiều ảnh hưởng nhất của ông, Systematic Theology (Thần học Hệ thống), được xem là trụ cột của nền giáo dục thần học Baptist Cải cách trong nhiều thế hệ.

## Tiểu sử
A. H. Strong sinh ngày 3 tháng 8 năm 1836 tại Rochester, New York. Thân phụ ông, Alvah Strong, từng phụ trách ấn loát cho những nhật báo đầu tiên của thành phố Rochester như Anti-Masonic Enquirer, Morning Advertiser, và Weekly Republican trước khi trở thành chủ sở hữu tờ The Daily Democrat. Ông nội của Strong là một "thầy thuốc danh tiếng" từ Warren, Connecticut đến sinh sống ở Scipio, New York, trong năm 1799, rồi tới Rochester năm 1921.
Trong thời gian theo học tại Đại học Yale, Strong tiếp nhận đức tin Cơ Đốc. Sau khi tốt nghiệp năm 1857, ông đến Chủng viện Thần học Rochester để nghiên cứu thần học. Tháng 8 năm 1861, Strong đảm nhiệm chức vụ quản nhiệm tại Nhà thờ Baptist Haverhill, Massachusetts. Năm 1865, ông quản nhiệm một nhà thờ ở Cleveland, Ohio, rồi trở thành Viện trưởng Chủng viện Thần học Rochester. Trong bốn mươi năm lãnh đạo chủng viện, Strong giảng dạy môn thần học trình bày những đặc điểm của truyền thống Cải cách, những xác tín của hệ phái Baptist về thánh lễ và tổ chức giáo hội trong tinh thần cởi mở đối với tư tưởng hiện đại.
Năm 1886, Strong xuất bản một công trình nghiên cứu đồ sộ cũng là dấu ấn cho sự nghiệp học thuật của ông, quyển Systematic Theology. Một mặt, Strong luôn kiên định với lập trường chính thống; mặt khác, ông tích cực sử dụng những kết quả nghiên cứu đương thời cho các tác phẩm của mình, thí dụ như ông chấp nhận ý tưởng Thiên Chúa sáng tạo thế giới qua tiến trình tiến hóa.
Strong mạnh mẽ phản bác những người quảng bá tư tưởng tân phái nhằm thay đổi những giáo lý về thần tính và công cuộc cứu rỗi của Chúa Cơ Đốc. Trong ấn bản năm 1907 của quyển Systematic Theology, Strong khẳng định Chúa Cơ Đốc là "sự Mặc khải trọn vẹn và duy nhất về Thiên Chúa, trong thiên nhiên, trong nhân loại, trong lịch sử, trong khoa học, và trong Kinh Thánh."
Trong Lời dẫn nhập của quyển Systematic Theology, Strong viết, "Chúng ta cần có một khải tượng mới về Chúa Cứu Thế giống những gì Phao-lô đã thấy trên đường đến thành Damacus và Giăng đã thấy khi ông ở trên đảo Patmos để chúng ta xác quyết rằng Chúa Giê-xu vượt quá không gian và thời gian, rằng Ngài hiện hữu trước công cuộc sáng tạo, rằng Ngài vận hành lịch sử dân tộc Hebrew, rằng Ngài sinh bởi nữ đồng trinh, chịu thương khó trên cây thập tự, sống lại từ cõi chết, và sống đời đời, Ngài là Chúa của vũ trụ, là Thiên Chúa duy nhất, là Cứu Chúa, và là Đấng Phán xét. Không có sự phục sinh của đức tin ấy, hội thánh chúng ta sẽ bị thế tục hóa, công cuộc truyền giáo sẽ lụi tàn, và chân đèn sẽ bị dời đi như trường hợp bảy hội thánh tại A-si-a, như các hội thánh bội đạo ở vùng New England."

## Những tác phẩm tiêu biểu
- Strong, Augustus H. (1886), Systematic Theology: a Compendium and Commonplace-book Designed for the Use of Theological Students, Rochester, New York: E.R. Andrews, OCLC 57126453
- Strong, Augustus H. (1888), Philosophy and Religion: a Series of Addresses, Essays and Sermons Designed to Set Forth Great Truths in Popular Form, New York: Armstrong, OCLC 1965895
- Strong, Augustus H. (1899), Christ in Creation and Ethical Monism, Philadelphia: The Roger Williams press, OCLC 3313848
- Strong, Augustus H. (1912), Miscellanies, Philadelphia: Griffith and Rowland, OCLC 759154
- Strong, Augustus H. (1914), Popular Lectures on the Books of the New Testament, Philadelphia: Griffith and Rowland, OCLC 3602324
- Strong, Augustus H. (1916), American poets and their theology, Philadelphia: Griffith and Rowland, OCLC 448204
- Strong, Augustus H. (1918), A tour of the missions; observations and conclusions, Philadelphia: Griffith and Rowland Press, OCLC 2879076
- Strong, Augustus H. (1922), What Shall I Believe?: a Primer of Christian Theology, New York: F.H. Revell, OCLC 8393474

## Trích dẫn
Dưới đây là những trích dẫn từ bộ Systematic Theology của Augustus H. Strong:
- Thần học là khoa học về Thiên Chúa và về mối quan hệ giữa Thiên Chúa với vũ trụ.[6]
- Chỉ có thể hiểu biết và ứng dụng Kinh Thánh khi trong Kinh Thánh và qua Kinh Thánh chúng ta nhìn thấy Chúa Cơ Đốc, Đấng hằng sống và đang hiện diện trong chúng ta. Kinh Thánh không trói buộc chúng ta, nhưng dẫn dắt chúng ta đến với Chúa Cơ Đốc là Đấng Kinh Thánh đang làm chứng.[7]
- Người giảng luận giả là kẻ bị buộc phải nói điều gì đó trên tòa giảng. Diễn giả thật là người trình bày những trải nghiệm sâu nhiệm của chính mình.[8]
- Chúa không loại trừ lý trí và ý chí; Ngài chỉ cất bỏ khỏi chúng ta sự lệch lạc của lý trí và sự vị kỷ của ý chí, hầu cho lý trí và ý chí được phục hồi sự trong sáng và sức mạnh nguyên thủy của chúng.[9]
- Giảng luận mà không chuẩn bị kỹ thì chẳng khác gì tự gieo mình xuống từ nóc đền thờ rồi mong đợi Chúa sai thiên sứ đến gìn giữ mình.[10]
- Hành động mù quáng và tùy tiện là không phù hợp với tinh thần Cơ Đốc. Chúng chỉ khiến chúng ta trở nên nạn nhân của cảm xúc nhất thời và chỉ để Sa-tan nhân dịp. Trong những tình huống phức tạp, hãy chờ đợi sự soi dẫn và ý chỉ của Chúa để có thể hành động sáng suốt, bởi vì "việc gì không đến từ đức tin đều là tội lỗi".[11]
- "Kinh Thánh là món quà nguy hiểm nhất trong tất cả món quà Chúa ban cho loài người." Bởi vì chúng ta có khuynh hướng tôn sùng văn tự mà bỏ qua tinh thần của Kinh Thánh. Giải nghĩa Kinh Thánh cách hẹp hòi tức là đối nghịch với Kinh Thánh.[12]